# اما ویلارد
اما ویلارد (انگلیسی: Emma Willard; ۲۳ فوریهٔ ۱۷۸۷ – ۱۵ آوریل ۱۸۷۰) نویسنده اهل ایالات متحده آمریکا بود.
او یک فعال حقوق زنان بود که زندگی خود را به آموزش و پرورش اختصاص داد. او در چندین مدرسه کار کرد و اولین مدرسه برای تحصیلات عالی زنان را در نیویورک تأسیس کرد.
با موفقیت مدرسه او، ویلارد توانست در سراسر کشور و خارج از کشور سفر کند تا آموزش و پرورش را برای زنان ترویج دهد.
یک مدرسه در نیویورک در سال ۱۸۹۵ به افتخار او نامگذاری شد.